# II. Pietro Orseolo

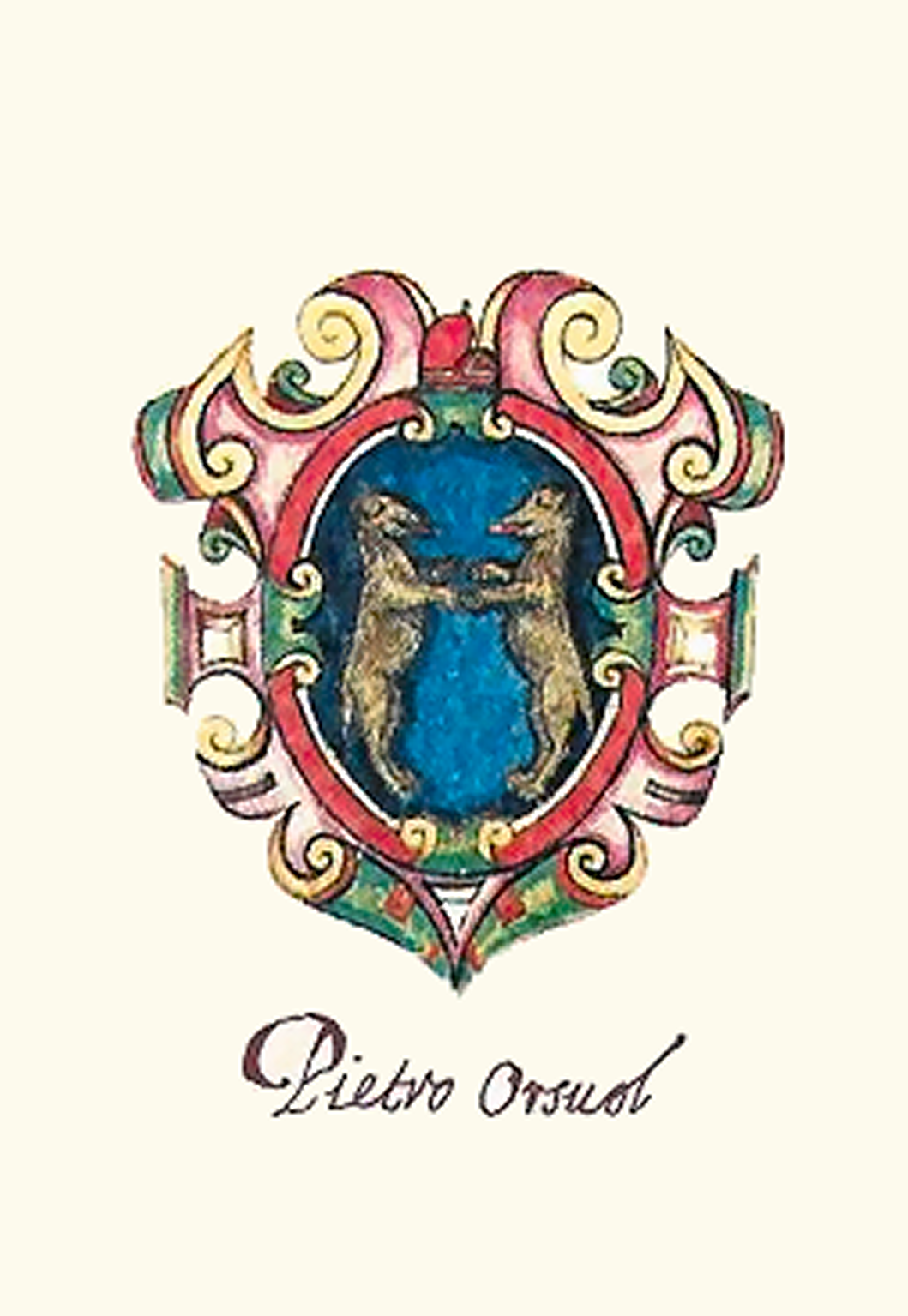
II. Pietro Orseolo címere

II. Pietro Orseolo (magyarosítva: II. Orseolo Péter), (Velence, 961 – Velence, 1009. szeptember) volt a Velencei Köztársaság huszonhatodik dózséja. A hatalmi harcokból győztesen kikerülő Orseolo család befolyása és hatalma már a harcok előtt sem volt csekély, de az ezredforduló előtti években némelyik nagy európai uralkodó vagyonát is maga mögött hagyta. A velenceiek szívesen emlékeztek vissza a később szentté avatott, jámbor első Orseolora, így Tribuno Memmo lemondatása után egyhangúlag választották meg Pietrót Velence élére.

## A trón előtt
I. Pietro Orseolo, a korábbi velencei dózse és Felicita di Malpiero grófné gyermekeként született 961 körül Velencében. Családja egy házasság révén rokonságba került a nagyhatalmú Morosini családdal, akik hatalmi harcot kezdtek a Coloprini és a Candiano család ellen. A véres harcokban végül a Morosini és Orseolo család egyesült ereje győzött, de a német-római császár által támogatott Coloprini család megostromolta Velencét. A város egyre nehezebben bírt a támadókkal, ezért az Orseolo család úgy döntött, hogy fiát a város falain belül maradt Candiano lányok egyikével házasítja össze. A választás Maria Candianora, Vitale Candiano dózse leányára esett, és a ceremóniát 983 előtt meg is tartották.
A harcok lassan elültek, és a Coloprini család vereségét hozták. Amikor 991-ben lemondatták a túlságosan idős Tribuno Memmo dózsét, a nép a fiatalos, alig harmincéves Pietrót választotta meg dózsénak. Ebben nemcsak az játszott szerepet, hogy az Orseolo névnek kiváló csengése volt a dózsék között, hanem az is, hogy a harcot elsősorban a Morosini család vívta, míg az Orseolók nem vettek olyan élénken részt a véres, pusztító polgárháborúban. 991-ben a Serenissima történelmének egyik legnagyobb hatású uralkodója lépett trónra II. Pietro Orseolo személyében.

## Pietro, Velence dózséja
A kiváló diplomáciai, politikai és hadvezéri tehetséggel megáldott Pietro igyekezett fenntartani Velence kiváló kapcsolatait kelet és nyugat császáraival, valamint a római pápával. Az új német-római uralkodó, III. Ottó udvarával csak nehezen sikerült helyrehozni a jó kapcsolatokat, de miután a dózse gyermekei keresztapjává fogadta a császárt, hamarosan rendeződtek a nyugati viszonyok. Ottónak különösen tetszett a Pietro által kreált compadre cím, amely a velencei dózse gyermekeinek apját is jelentette. A császár rendeletében helyreállította a velencei kereskedők jogait birodalmában.
992-ben a dózse Konstantinápolyba utazott, hogy hazájának érdekében tárgyaljon II. Baszileiosz bizánci császárral. A megbeszélések fényes sikert hoztak a velencei kereskedőknek, ugyanis Pietro katonai segítségéért cserébe Bizánc minden addiginál alacsonyabb vámokat és adókat vetett ki a velencei árukra. Uralkodása alatt több rakpart, kikötő és piac is épült, és lehetővé tette Itália belseje felé is a hajózást. Éveken belül sikerült eltörölnie az összes adót a velencei só kereskedelméről, amely igen jelentős bevételeket hozott a kereskedők, és ezáltal a dózse kincstára számára is.
Pietro megnőtt bevételeiből felújította és modernizálta a város flottáját. 1000-re egész Európában Pietro flottája volt a legütőképesebb vízi hadsereg. Nem is hagyta feladat nélkül az erős hajókat, és a dalmát partokon megtelepült velencei kereskedőtelepek panaszaira válaszként hatalmas seregével harcra indult a szláv kalózok ellen. Végigpusztította Lissa, Curzola és Lagosta szigetét, és még a Neretva folyóra is bemerészkedett hajóhada. A dózse 1000. május 9-én felvette a Dalmácia hercege címet, és ennek emlékére fesztivált alapított, amelyet a Mennybemenetel napján tartottak meg, a győzelem fordulónapjára emlékezve. 1002-ben gyermekét, Ottót nevezte ki Dalmácia hercegének.
Hadi vállalkozásai azonban ennyiben nem merültek ki, ugyanis Bizánc és a pápa kérésére Pietro flottáját Bari és Taranto városa felé vezette, amelyet a pogány szaracénok ostromoltak. Az éhező városlakóknak először élelmet juttattak be, majd a velencei flotta és az itáliai bizánci hajóhad egyesült és 1002. szeptember 6-ára elűzték a muzulmán sereget a déli városok partjaitól. Ezek után szentelte meg Velence zászlaját a gradói és az aquileiai pátriárka, sőt maga II. Szilveszter pápa is. A szentelt lobogó az egyház különleges elismerését jelentette, amely megerősítette Velence függetlenségét az európai államok sorában.
A kiváló uralkodó 1002-ben elsőszülött fiát, Giovannit, majd annak halála után, 1006-ban harmadik, Ottone nevű fiát nevezte ki társuralkodójának, majd visszavonult a Dózse-palota egyik eldugott részébe. A krónikák szerint még feleségével sem volt hajlandó találkozni. Visszavonulásától kezdve gyakorlatilag Ottó uralkodott. Pietro még kiadott egy végrendeletet, amelyben minden vagyonát az egyházra és a szegényekre hagyta. 1009 szeptemberében halt meg természetes halállal.

## Utódai
Maria Candianotól született gyermekei:
- Giovanni Orseolo – 983 körül született, bizánci feleséget választott magának, 1002-ben apja maga mellé vette a velencei trónra, de 1005-ben meghalt.
- Orso Orseolo – 985-ben született, egyházi pályát választott magának, és 1017-ben Grado pátriárkája lett.
- Ottone Orseolo – 993-ban született, és 1006-ban apja mellett uralkodott, majd annak halála után Velence dózséja lett.
- Vitale Orseolo – 995-ben született, 1017-ben Torcello püspöke lett.